# 下妻駅
下妻駅（しもつまえき）は、茨城県下妻市下妻乙にある関東鉄道常総線の駅である。
下妻市の代表駅で、同市の中心市街地の中に位置する。

## 歴史
- 1913年（大正2年）11月1日：常総鉄道開業と同時に設置[1]。
- 1945年（昭和20年）3月30日：筑波鉄道（初代）との合併により、常総筑波鉄道の駅となる[1]。
- 1965年（昭和40年）6月1日：鹿島参宮鉄道との合併により、関東鉄道の駅となる[1]。
- 2009年（平成21年）3月14日：ICカードPASMO供用開始[2][1]。

## 駅構造
複合式2面3線を有する地上駅で直営駅になっている。取手方に構内踏切がある。駅舎は西側のみであるが、駅の東西を結ぶ跨線橋がある。列車交換や夜間滞泊の設定がある。

### のりば
| 番線 | 路線    | 方向 | 行先                   |
| ---- | ------- | ---- | ---------------------- |
| 1    | ■常総線 | 下り | 下館方面               |
| 2    | ■常総線 | 上り | 水海道・守谷・取手方面 |
| 3    | ■常総線 | -    | （臨時線）             |

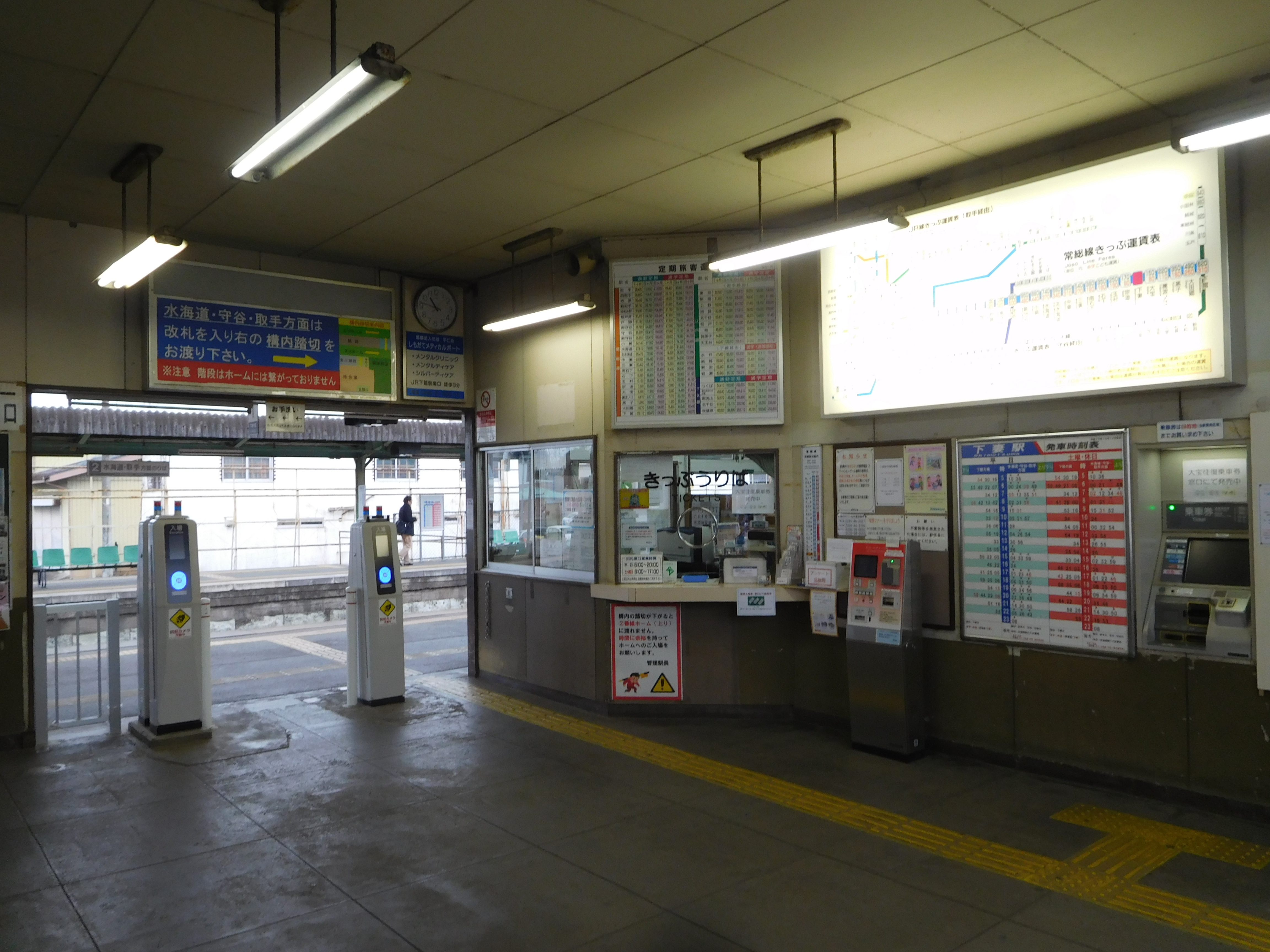
改札口（2018年1月）
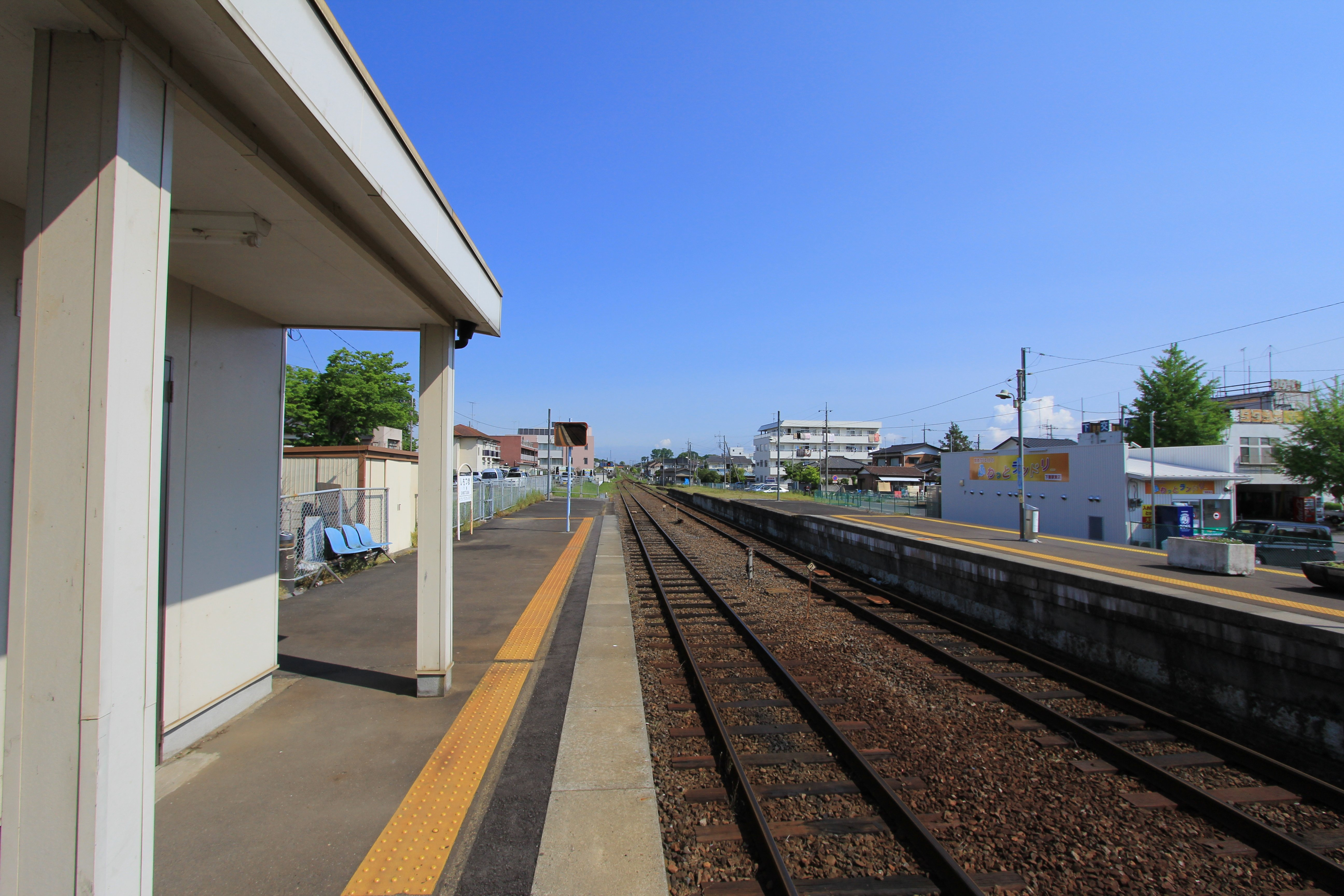
ホーム（2012年5月）
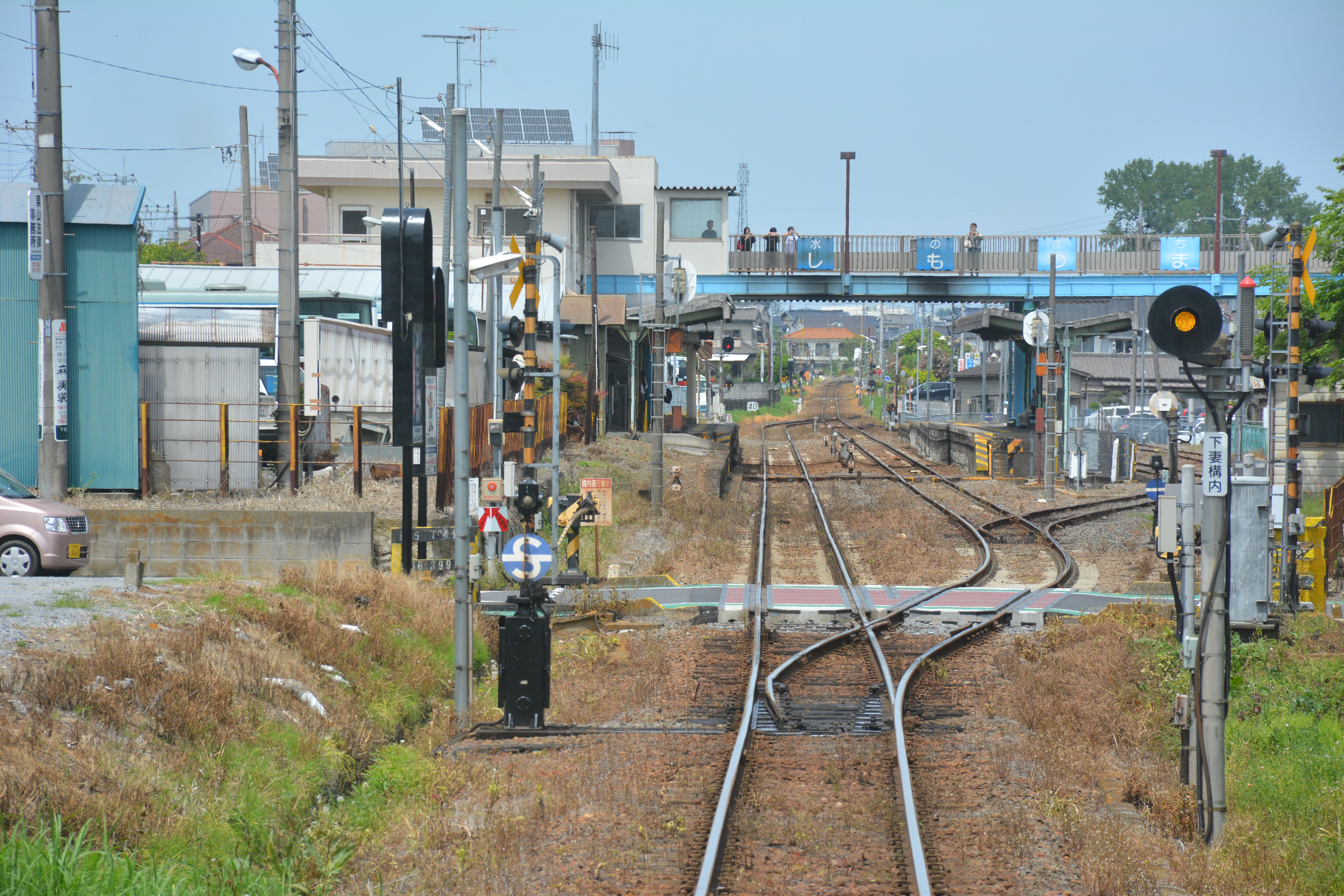
構内（2019年5月）

## 当駅における運行形態
- 上り（石下・水海道・守谷・取手方面）
  - 日中は概ね1時間に1-3本の普通列車（取手行、一部守谷行）と、一部時間帯に快速列車が停車する。一部列車は、当駅始発と水海道乗り換え取手行も設定されている[注釈 1][3]。
- 下り（下館方面）
  - 日中は概ね1時間に2本の普通列車（下館行）と、一部時間帯には快速列車が停車する[3]。

## 利用状況
2022年度の一日平均乗降人員は1,631人である。
近年の一日平均乗車人員の推移は下記のとおり。近年では2003年に最も落ち込んだが、2005年の首都圏新都市鉄道つくばエクスプレス開業以降盛り返している。
| 推移 | 推移     | 推移     |
| 年度 | 乗車人員 | 乗降人員 |
| ---- | -------- | -------- |
| 1998 | 701      |          |
| 1999 | 658      |          |
| 2000 | 670      |          |
| 2001 | 619      |          |
| 2002 | 550      |          |
| 2003 | 536      |          |
| 2004 | 579      |          |
| 2005 | 617      |          |
| 2006 | 654      |          |
| 2007 | 773      |          |
| 2008 | 829      |          |
| 2009 | 775      |          |
| 2010 | 769      |          |
| 2011 | 752      |          |
| 2012 | 831      |          |
| 2013 | 827      |          |
| 2014 | 864      |          |
| 2015 | 830      |          |
| 2016 | 883      |          |
| 2017 | 916      |          |
| 2018 |          |          |
| 2019 |          | 1,509    |
| 2020 |          |          |
| 2021 |          |          |
| 2022 |          | 1,631    |

## 駅周辺
下妻市街の東端に位置する当駅は、通称「栗山」と呼ばれる地区に接しており、同地区は旅館・カバン店・自転車店が並ぶ商店街となっている。下妻市街は全体として衰退傾向にあり、閉店・空き店舗も目立つ。その反面駅南側の国道125号沿いにはロードサイド店舗が集積している。駅裏に当たる駅東側は新市街的な存在であり、市役所、郵便局があり、銀行支店、学習塾などが点在する。駅周辺に高等学校が2校ある。「イオンモール下妻」は東へ2.6km離れているもののこの界隈では最も集客力のある商業施設となっている。
- 国道125号
- 下妻市役所
- 下妻郵便局
- 下妻砂沼郵便局
- 下妻消防署
- 砂沼
- 多賀谷城跡（下妻城跡）
- 親鸞聖人霊蹟
- 千静神社
- 茨城県立下妻第一高等学校・附属中学校[1]
- 茨城県立下妻第二高等学校[1]
- 下妻市民文化会館
- 下妻市民俗資料館
- 筑西公共職業安定所下妻出張所（ハローワーク下妻）
- イオンモール下妻 - バス利用（土浦・つくばセンター方面行き、東行き）

## バス路線
駅前広場に続いて関東鉄道下妻車庫（旧関鉄パープルバス）の敷地があり、ここに下妻駅停留所があって下記のバスが発着する。南北方向の鉄道に対して東西方向へ路線が伸びるものの西は市内のビアスパークまでで途切れており、古河市方面へは出られない。
- 関東鉄道
  - 北条経由 土浦駅行き
  - [71]田中・つくばセンター経由 学園並木行き
  - 石下駅〜下妻駅線は石下駅発の片方向運転路線のため、下妻駅発の便は運行なし[5]
- 筑西・下妻広域連携バス（関東鉄道で受託運行）
  - 関城支所前経由 川島駅行き
- 下妻市コミュニティバス「シモンちゃんバス」（関東鉄道で受託運行）
  - ビアスパークしもつま行き
  - 小貝川ふれあい公園行き
- 下妻・つくば連携バス（京成タクシー茨城で受託運行）
  - やすらぎの里しもつま行き

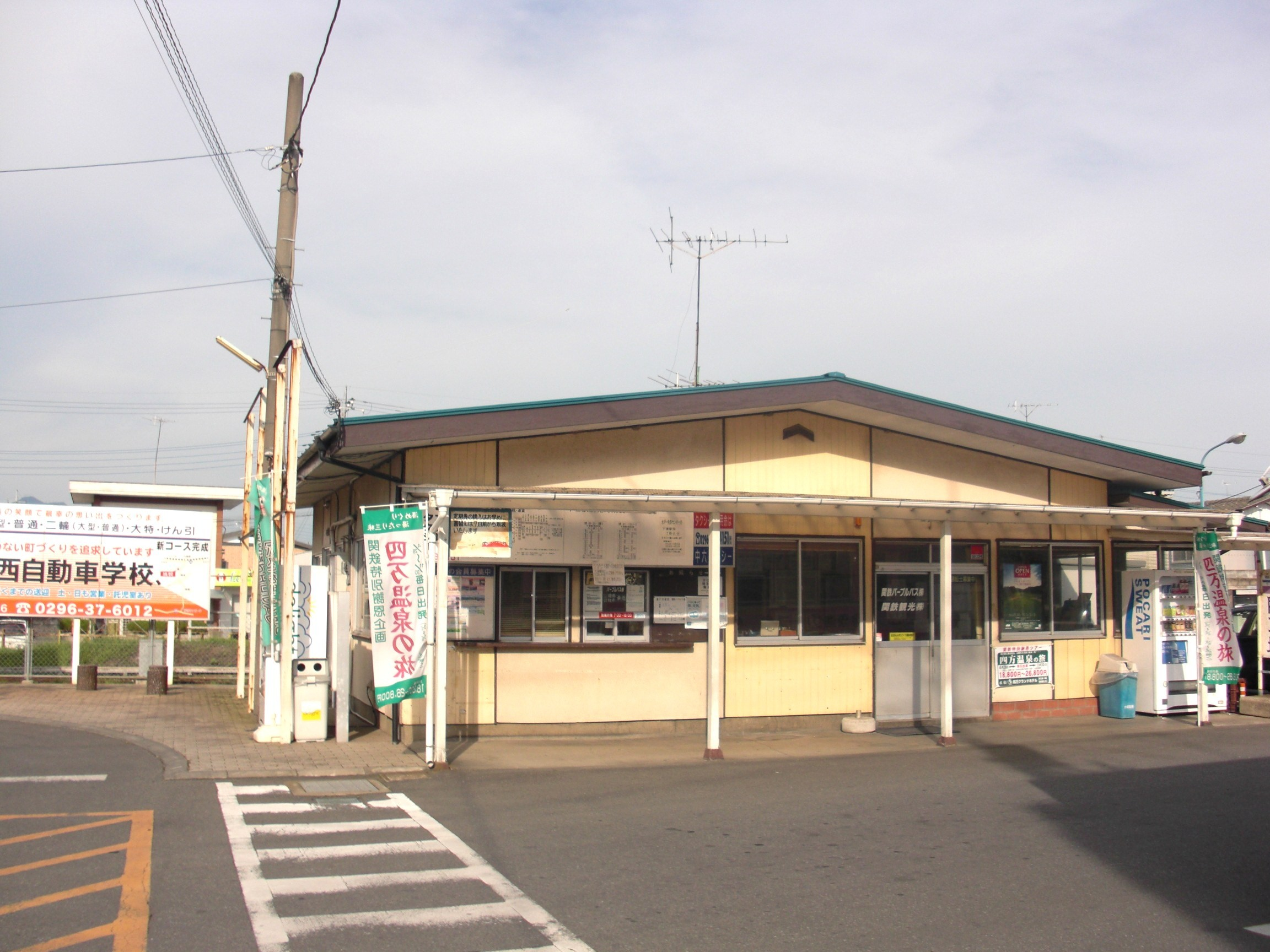
関鉄パープルバス下妻本社営業所（2010年7月）

### 廃止
- 関鉄パープルバスの運転免許センター方面（わかば号古河・下妻・下館ルート）は2020年2月1日をもって廃止された。
- 過去には茨城急行自動車（茨急）の古河駅方面の路線が存在したが2003年に廃止された。また、1990年代初頭頃までは上岩井・野田市経由で北越谷駅まで運行していたこともあった。
- かつては期間限定で茨城観光自動車（茨観）の路線もあった。

- かつてはJRバス関東の東古河妻線・南筑波線「下妻上町」バス停（自動車駅）が駅徒歩圏に存在した。篠崎転向場 - 下妻上町 - 松本間が2006年3月31日限りで廃止された。

## 隣の駅
関東鉄道
■常総線
■快速
石下駅 - 下妻駅 - 下館駅
■普通
宗道駅 - 下妻駅 - 大宝駅

### 記事本文